# زهره صفاتی
زهره صفاتی (زادهٔ ۱۳۲۸ در آبادان) مجتهده ایرانی و استاد سطوح عالی حوزه علمیه (زنان) قم و از بنیانگذاران حوزه علمیه خواهران قم است.
زهره صفاتی برجسته‌ترین مرجع دینی زن در جمهوری اسلامی ایران است و سال‌های متمادی عضو شورای فرهنگی اجتماعی زنان شورای عالی انقلاب فرهنگی بوده و رئیس کمیتهٔ فقهی و حقوقی آن بوده است. صفاتی در اواسط دههٔ شصت، به تدریسِ درس خارج در جامعةالزهرا مشغول شد اما از آن جایی که احساس می‌کرد اعمال تغییرات در برنامهٔ درسی که توسط دولت آغاز شده بود، این نهاد را از یک نهاد تحصیلی به نهادی تبدیل کرده بود که زنان را برای پروپاگاندا آماده کند، از آنجا خارج شد.

## اوایل زندگی
زهره صفاتی در سال ۱۳۲۸ در آبادان متولد شد. صفاتی پس از تحصیلات مقدماتی در زادگاهش سال ۱۳۴۹ برای تحصیلات عالی راهی قم شد و به درجه اجتهاد نایل آمد.
محمدحسن احمدی فقیه یزدی (درگذشته ۱۳۸۹) مجتهد، شوهر صفاتی بود.

## اساتید
اساتید وی عبارتند از:
- شهیدی
- حقی
- مشکینی
- لطفیان
- احمدی

همچنین وی از مجتهدینی چون علی یاری غروی تبریزی (از شاگردان نائینی)، فاضل لنکرانی، صافی گلپایگانی و محمدحسن احمدی (شوهر وی)، اجازه اجتهاد داشت.

## انتخابات مجلس خبرگان رهبری
در سومین انتخابات مجلس خبرگان رهبری، برای نخستین بار تعدادی از زنان نیز نامزد انتخابات شدند: ۱۶  و زهره صفاتی تنها کسی بود که از بین نامزدهای زنِ این انتخابات، تأیید صلاحیت شد. تعداد نامزدان زن، ۹ نفر دانسته شده است. در مهر ۱۳۷۷، نام صفاتی در میان ردصلاحیت‌شده‌ها منتشر شد در حالی که وی موفق به دریافت صلاحیت از شورای نگهبان شده بود. خبر ردصلاحیت او بلافاصله با تکذیب خودش مواجه شد و بدون هیچ توضیحی دربارهٔ علت کنار رفتن خود، اعلام کرد که از حضور در انتخابات انصراف داده است. در روایت رسمی چنین گفته شد که دو مجتهد زن در ثبت‌نام اولیه شرکت کردند که یک نفر از شرکت در امتحان علمی سر باز زد و نفر دیگر نیز امتیاز لازم برای قبولی در امتحان را کسب نکرد.: ۱۷۷  صفاتی در مصاحبه‌ای که بهار ۱۳۸۲ با ماهنامهٔ کیهان فرهنگی انجام داد،: ۲۴  انتقاد لطف‌الله صافی گلپایگانی از باب شدن حضور زنان در این مجلس را علت انصراف خود در انتخابات سال ۱۳۷۷ یاد کرد. اکبر هاشمی رفسنجانی، نایب‌رئیس اول مجلس خبرگان رهبری، در مصاحبه با ماهنامهٔ پیام زن که پاییز ۱۳۸۳ انجام شد، ردصلاحیت تنها نامزد زن انتخابات را تکذیب کرد و گفت بنا به مصلحت، از او خواسته شده بود که انصراف دهد.: ۲۹ 
در چهارمین انتخابات مجلس خبرگان رهبری، شایعاتی مبنی بر ثبت‌نام صفاتی مطرح بود و مریم بهروزی دبیرکل جامعه زینب نیز برای حمایت از او اعلام آمادگی کرد. اگرچه صفاتی در مصاحبه‌ای اعلام کرد که تصمیمی برای حضور در انتخابات ندارد، ولی ایسنا از ثبت‌نام صفاتی برای حوزهٔ انتخابیهٔ تهران خبر داده بود.

## منصب‌ها
صفاتی در دولت یازدهم مشاور فقهی معاون امور زنان رئیس‌جمهور بود. و در همین راستا به واتیکان مسافرت کرده و با پاپ دیدار داشته است.

## آثار
کتابها (چهار اثر مشهور):
- نوآوری‌های فقهی در احکام بانوان (پیشگیری از بارداری، کنترل جمعیت و مسائل فقهی مرتبط با آن)، مهم‌ترین اثر وی[۵]
- نوآوری‌های فقهی در احکام بانوان (یائسگی)، اثر مهم وی[۵]
- پژوهش فقهی پیرامون سن تکلیف، (دروس خارج فقه وی در زمینه بانوان)[۵]
- زیارت در پرتو ولایت (شرحی بر زیارت عاشورا)[۵]

و چندین مقاله تحقیقی منتشر شده